# Президент Болгарії

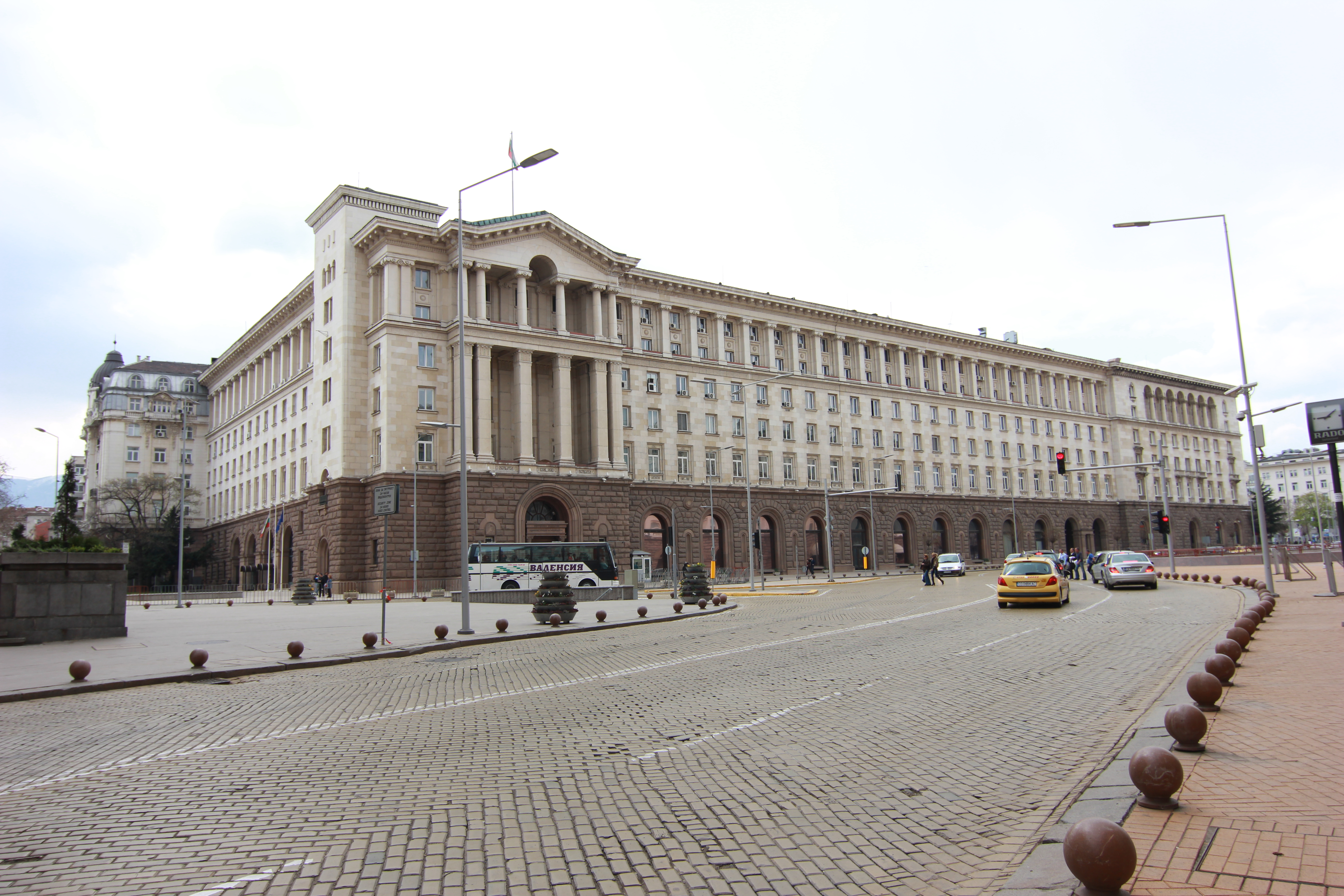
Будівля уряду Болгарії, яка є резиденцією Президента Болгарії.

Президе́нт Болга́рії — голова Республіки Болгарія і верховний головнокомандувач Збройними силами Болгарії. Він уособлює єдність нації і представляє Республіку Болгарію в міжнародних відносинах. Президент вибирається на загальному, рівному і таємному голосуванні, на строк до 5-ти років. Його функції і повноваження визначаються в четвертій главі болгарської конституції.

### Президенти (від )
Народна Республіка Болгарія (1946—1990) 
      Позначає т.в.о.
| Глава держави                              | Глава держави                                | Каденція                                   | Каденція                                   | Каденція                                   | Тривалість                                 | Політична партія                           |
| Портрет                                    | Name (Народження–Смерть)                     | Вибори                                     | Обійняв посаду                             | Залишив посаду                             | Тривалість                                 | Політична партія                           |
| Глава Тимчасового президентства республіки | Глава Тимчасового президентства республіки   | Глава Тимчасового президентства республіки | Глава Тимчасового президентства республіки | Глава Тимчасового президентства республіки | Глава Тимчасового президентства республіки | Глава Тимчасового президентства республіки |
| ------------------------------------------ | -------------------------------------------- | ------------------------------------------ | ------------------------------------------ | ------------------------------------------ | ------------------------------------------ | ------------------------------------------ |
|                                            | Васил Коларов 1877–1950 (Прожив: 72 роки)    | —                                          | 15 вересня 1946 року                       | 9 грудня 1947 року                         | 1 рік, 85 днів                             | БКП                                        |
| Голова Президії Народних Зборів            |                                              |                                            |                                            |                                            |                                            |                                            |
|                                            | Мінчо Нейчев 1887–1956 (Прожив: 69 років)    | —                                          | 9 грудня 1947 року                         | 27 травня 1950 року                        | 2 роки, 169 днів                           | БКПБКП                                     |
|                                            | Георгій Дамянов 1892–1958 (Прожив: 66 років) | —                                          | 27 травня 1950 року                        | 27 листопада 1958 року†                    | 8 років, 184 дні                           | БКПБКП                                     |
|                                            | Георгі Кулішев 1885–1974 (Прожив: 89 років)  | —                                          | 27 листопада 1958 року                     | 30 листопада 1958 року                     | 0 років, 3 дні                             | БКПБКП                                     |
|                                            | Ніколай Георгієв 1906–1988 (Прожив: 81 рік)  | —                                          | 27 листопада 1958 року                     | 30 листопада 1958 року                     | 0 років, 3 дні                             | БЗНС                                       |
|                                            | Димитр Ганев 1898–1964 (Прожив: 65 років)    | —                                          | 30 листопада 1958 року                     | 20 квітня 1964 року†                       | 5 років, 142 дні                           | БКПБКП                                     |
|                                            | Георгі Кулішев 1885–1974 (Прожив: 89 років)  | —                                          | 20 квітня 1964 року                        | 23 квітня 1964 року                        | 0 років, 3 дні                             | БКПБКП                                     |
|                                            | Ніколай Георгієв 1906–1988 (Прожив: 81 рік)  | —                                          | 20 квітня 1964 року                        | 23 квітня 1964 року                        | 0 років, 3 дні                             | БЗНСБЗНС                                   |
|                                            | Георгі Трайков 1898–1975 (Прожив: 76 років)  | —                                          | 23 квітня 1964 року                        | 7 липня 1971 року                          | 7 років, 75 днів                           | БЗНСБЗНС                                   |
| Голова Державної Ради                      |                                              |                                            |                                            |                                            |                                            |                                            |
|                                            | Тодор Живков 1911–1998 (Прожив: 86 років)    | —                                          | 7 липня 1971 року                          | 17 листопада 1989 року                     | 18 років, 133 дні                          | БКПБКП                                     |
|                                            | Петро Младенов 1936–2000 (Прожив: 63 роки)   | —                                          | 17 листопада 1989 року                     | 3 квітня 1990 року                         | 0 років, 137 днів                          | БКПБКП                                     |
| Голова (президент) республіки              |                                              |                                            |                                            |                                            |                                            |                                            |
|                                            | Петро Младенов 1936–2000 (Прожив: 63 роки)   | Квітень 1990                               | 3 квітня 1990 року                         | 6 Липня 1990 року                          | 0 років, 94 дні                            | БСП                                        |
|                                            | Станко Тодоров 1920–1996 (Прожив: 76 років)  | —                                          | 6 липня 1990 року                          | 17 липня 1990 року                         | 0 років, 11 днів                           | БСПБСП                                     |
|                                            | Ніколай Тодоров 1921–2003 (Прожив: 82 роки)  | —                                          | 17 липня 1990 року                         | 1 серпня 1990 року                         | 0 років, 15 днів                           | БСПБСП                                     |
|                                            | Желю Желев 1935–2015 (Прожив: 79 років)      | (Липень–Серпень) 1990                      | 1 серпня 1990 року                         | 15 листопада 1990 року                     | 0 років, 106 днів                          | СДС                                        |

### Генеральні секретаріБолгарської комуністичної партії(1948—1990)
| Генеральні секретарі | Генеральні секретарі                          | Каденція               | Каденція               | Каденція           | Примітки                                                              |
| Портрет              | Ім'я (Народження–Смерть)                      | Обійняв посаду         | Залишив посаду         | Тривалість         | Примітки                                                              |
| -------------------- | --------------------------------------------- | ---------------------- | ---------------------- | ------------------ | --------------------------------------------------------------------- |
|                      | Георгій Димитров 1882—1949 (Прожив: 67 років) | 27 грудня 1948 року    | 2 липня 1949 року      | 0 років, 187 днів  | Також прем'єр-міністр (1946—1949)                                     |
|                      | Вилко Червенков 1900—1980 (Прожив: 80 років)  | 2 липня 1949 року      | 4 березня 1954 р       | 4 роки, 245 днів   | Також прем'єр-міністр (1950—1956)                                     |
|                      | Тодор Живков 1911—1998 (Прожив: 86 років)     | 4 березня 1954 року    | 10 листопада 1989 року | 35 років, 251 день | Також прем'єр-міністр (1962—1971) і голова Державної ради (1971—1989) |
|                      | Петро Младенов 1936—2000 (Прожив: 63 роки)    | 10 листопада 1989 року | 2 лютого 1990 року     | 0 років, 84 дні    | Також голова Державної ради (1989—1990)                               |

| № | Президент            | Портрет                       | Мандат                        | Мандат | Партія                          |
| № | Президент            | Портрет                       | Дата                          | Дні    | Партія                          |
| - | -------------------- | ----------------------------- | ----------------------------- | ------ | ------------------------------- |
| 1 | Желю Желев (2)       |                               | 22 січня 1992 — 22 січня 1997 |        | Союз демократичних сил          |
| 2 | Петро Стоянов        |                               | 22 січня 1997 — 22 січня 2002 |        | Союз демократичних сил          |
| 3 | Георгій Пирванов (1) |                               | 22 січня 2002 — 22 січня 2007 |        | Болгарська соціалістична партія |
| 3 | Георгій Пирванов (2) | 22 січня 2007 — 22 січня 2012 |                               |        | Болгарська соціалістична партія |
| 4 | Росен Плевнелієв     |                               | 22 січня 2012 — 22 січня 2017 |        | незалежний                      |
| 5 | Румен Радев (1)      |                               | 22 січня 2017 — 19 січня 2022 |        | Безпартійний (Висунутий БСП)    |
| 5 | Румен Радев (2)      | 19 січня 2022 — нині          |                               |        | Безпартійний (Висунутий БСП)    |